# یخشار خومبو
یخشار